# Девід Баукер (яхтсмен)
Девід Баукер (англ. David Bowker, 15 березня 1922 — 18 березня 2020) — британський яхтсмен.
Срібний призер Олімпійських Ігор 1956 року в класі 5,5 метра.